# Rive gauche

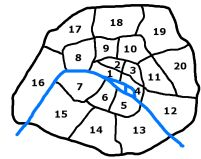
Seina dělí Paříž na dvě nestejné části

Rive gauche (francouzsky: levý břeh) je označení jižní části města Paříže nacházející se na levém břehu řeky Seiny.
Na rozdíl od pravého břehu, který je známý pro svůj obchod a finance, se na levém břehu nachází mnoho škol, především v Latinské čtvrti a spolu se čtvrtí Montparnasse byl v 1. polovině 20. století sídlem mnoha umělců a intelektuálů. Tímto označením se inspiroval i módní návrhář Yves Saint-Laurent, který zde sídlil a proto pojmenoval síť svých butiků Yves Saint-Laurent Rive Gauche.

## Rozdělení města
Na levém břehu leží následující pařížské obvody:
- 5. obvod
- 6. obvod
- 7. obvod
- 13. obvod
- 14. obvod
- 15. obvod (kromě ostrova des Cygnes)